# آنادن
آنادن (به اسپانیایی: Anadón) یک شهرستان در اسپانیا است که در استان تروئل واقع شده‌است.

## خصوصیات
آنادن ۲۴ کیلومترمربع مساحت و ۱۹ نفر جمعیت دارد.